# 미하일 샤이도로프
미하일 스타니슬라보비치 샤이도로프(러시아어: Михаи́л Станисла́вович Шайдоров, 2004년 6월 25일~)는 카자흐스탄의 피겨스케이팅 선수이다. 그는 세계 선수권 대회에서 은메달 1개(2025), 아시안 게임에서 동메달 1개(2025)를 획득했다. 또한 세계 주니어 선수권 대회에서 은메달 1개(2022) 획득했다. 그는 카자흐스탄 선수로는 최초로 세계 주니어 선수권 대회에서 메달을 획득했으며 카자흐스탄 최초로 그랑프리 파이널에 진출했다.